# 巴萨里乡村
巴萨里乡村是塞内加尔的多处古村落遗址，由11世纪到19世纪期间定居在巴萨里、福拉及贝迪克地区的人民留下。2012年被联合国教科文组织列入世界遗产名录。

## 世界遗产
2012年，列入世界遗产名录，面积50,309ha，缓冲区面积240,756 ha。登录地包括三处：
- 巴萨里－萨勒麻塔（Bassari – Salémata）
- 福拉－邓德法洛（Fula – Dindéfello）
- 贝迪克－班达法斯（Bedik – Bandafassi）

该世界遗产被认为满足世界遺產登錄基準中的以下基準而予以登錄：
- （iii）呈现有关现存或者已经消失的文化传统、文明的独特或稀有之证据。
- （v）代表某一个或数个文化的人类传统聚落或土地使用，提供出色的典范－特别是因为难以抗拒的历史潮流而处于消灭危机的场合。
- （vi）具有显著普遍价值的事件、活的传统、理念、信仰、艺术及文学作品，有直接或实质的连结（世界遗产委员会认为该基准应最好与其他基准共同使用）。